# David Burnand
Pour les articles homonymes, voir Burnand (homonymie).
David Arnold Burnand, né à Paris le 2 décembre 1888 et mort à Lausanne le 23 juillet 1975, est un peintre et illustrateur suisse.

## Biographie
Fils d'Eugène Burnand, il expose au Salon des artistes français de 1929 les toiles La lessive, Le chemin et A la fenêtre et au Salon des indépendants de 1928 les peintures Jeanne et Cirque. Il réalise également des illustrations d'ouvrages comme Mon beau Midi, de Tony Burnand, préface de Jean-Louis Vaudoyer, Éditions Imprimerie Kapp, Vanves, 146 p., 1936